# 타라스칸

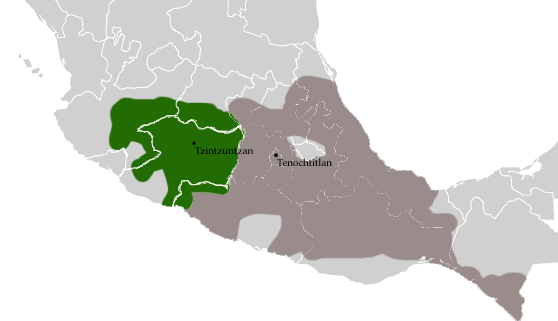
타라스칸(녹색)과 아스텍(회색)의 강역.

타라스칸(Tarascan)은 오늘날의 멕시코 미초아칸주 지역을 점유했던 푸레페차인의 국가다. 에스파냐의 멕시코 정복 당시 메소아메리카에서 나와인의 아스텍에 이어 두 번째로 큰 국가였다.
14세기 초에 건국되었으며 1530년 에스파냐인들에게 정복되었고, 1543년 미초아칸 도독부가 설치되었다. 미초아칸(나와틀어: Michhuàquê)이란 아스텍인들이 사용한 나우아틀어로 타라스칸을 가리킨 이름인데, 그 뜻은 "물고기를 먹는 사람들"이라는 뜻이다. "타라스칸"은 푸레페차어로 "장인-사위"라는 뜻인 타라스케(tarascue)에서 비롯된 이름이다. 어째서 에스파냐인들이 푸레페차인 국가를 타라스칸이라고 부르게 되었는지는 불분명하다.
타라스칸은 중앙에 공물을 납부하는 속국들의 연합체로 시작되어 점차로 중앙집권화되었다. 그 통치자는 카손치(Cazonci)라고 했다. 수도는 파트스쿠아로호 호반에 있는 친춘찬이었다. 푸레페차인들의 구전설화에 따르면 초대 카손치 타리아쿠리가 친춘찬을 세웠고, 그의 후손인 "수리 일족(Uacúsecha)"이 수도를 다스렸다. 하지만 최대도시는 친춘찬이 아닌 앙가무코였다. 앙가무코에서는 2012년 LiDAR 기술을 사용한 발굴 결과 대규모의 폐허유적이 발견되었다.
타라스칸은 동시대에 존재한 아스텍과 숙적 관계로, 여러 차례 전쟁을 했다. 타라스칸은 아스텍과의 국경을 요새화하고 순찰을 돌려 아스텍이 북서쪽으로 더 팽창하는 것을 차단했다. 메소아메리카 최초로 영토국가 개념이 등장한 것이 아마 이 때일 것으로 생각된다.
타라스칸은 메소아메리카 내에서도 상대적으로 외떨어져 있었기 때문에, 다른 메소아메리카 문화군들과는 완전히 차별되는 문화적 특징을 가졌다. 특히 메소아메리카에서 금속을 도구에 사용한 극소수 집단 중 하나다.